# Home Team
Home Team è un film del 2022 diretto da Charles Kinnane e Daniel Kinnane. 
Il film, distribuito da Netflix, è basato su una storia vera.

## Trama
Dopo aver vinto il Super Bowl l'allenatore dei New Orleans Saints viene sospeso e va a vedere suo figlio giocare. Viene invitato ad allenare la squadra del figlio e li farà arrivare lontano.